# Zethenia grisearia
Zethenia grisearia är en fjärilsart som beskrevs av John Henry Leech 1897. Zethenia grisearia ingår i släktet Zethenia och familjen mätare. Inga underarter finns listade i Catalogue of Life.